# 海鸠暗沙
海鸠暗沙位于南中国海中沙群岛中沙大环礁南部边缘，西与安定连礁相距约2.4海里，东北与济猛暗沙相距约13海里。整个暗沙全部在海面以下，最浅处水深约18米，等深线20米以上面积约5平方公里。1947年和1983年公布名称均为“海鸠暗沙”。